# Chang Naizhou
Chang Naizhou 苌乃周 (cinese) (Sishui, 1724 – 1783) è stato un insegnante cinese.
苌乃周, Chang Naizhou (pinyin). Zi  Luochen (洛臣), anche chiamato Chang Chuncheng (苌纯诚) o Chang San (苌三). Ha creato il Changjiaquan ed ha scritto un testo di riferimento per le arti marziali Changshi wuji shu (苌氏武技书).

## Biografia
Nel 1724 nasce nel villaggio Sishui (汜水, odierno Xingyang 荥阳) nella provincia di Henan in Cina.
È un discendente di un condottiero della dinastia Ming, tale Chang Shouzhong.
Chang Naizhou studiò i classici cinesi e poi iniziò a studiare arti marziali cinesi.
Durante il regno dell'imperatore Qianlong della dinastia Qing, prese parte agli esami imperiali militari dove ottenne un grado alto. Dopo questo avvenimento entrò in contatto con numerosi maestri ed ebbe occasione di averne gli insegnamenti:
- da Zhang Ba (张八) apprese l'uso della lancia ed il pugilato:
- da Yu Rang apprese Huanhou ba qiang (桓侯八枪, anche chiamata Yide da qiang), tecnica di lancia insegnata gelosamente all'interno del clan Yu;
- da Liang Dao (梁道) apprese le tecniche di combattimento di bastone (Gunfa 棍法);
- da Yan Shengdao  (阎圣道) di Luoyang apprese il Luohanquan;
- nella contea di Huaxian in Henan apprese il Meihuaquan;
- nel villaggio della famiglia Chen (陈家沟) nella contea di Wenxian (温县) apprese il Chenshi taijiquan;
- apprese poi: Ziquan (字拳, di cui ha appreso 40 metodi 四十法); Zuiquan; Yuanhou bang (猿猴棒, di cui ha studiato 32 tecniche 猿猴三十二棒); ecc.

Da queste esperienze e dalle sue conoscenze dei Classici e della medicina tradizionale cinese egli diede vita ad un nuovo stile che prese il nome di Changshi wuji o Changjiaquan.
Nel 1781 pubblica il libro Changshi wuji shu.